# Макмаллен, Латиф
Латиф Макмаллен (англ. Lateef McMullan; род. 4 апреля 1990, Талса, штат Оклахома, США) — американский профессиональный баскетболист. Играет на позиции разыгрывающего защитника.
После четырёх сезонов, проведённых в студенческих командах Калифорнийского и Портлендского университета, заключил первый профессиональный контракт с колумбийским клубом «Симарронес дель Чоко».
С 2015 по 2016 года являлся игроком «Барсы Атырау». После перешёл в латвийский баскетбольный клуб «Лиепаяс Лаувас», а в феврале 2017 года перебрался в клуб Стамбульского технического университета из первой лиги.
Достижения
- Чемпион Казахстана: 2015/2016
- Серебряный призёр второго дивизиона Колумбии: 2014/2015
- Бронзовый призёр Кубка Казахстана: 2015/2016